# Difuzijsko zavarivanje
Difuzijsko zavarivanje je način zavarivanja veoma slabim pritiskom i tlakom, pri temperaturi na mjestu zavarivanja povišenoj iznad temperature kristalizacije, jednostranom ili izmjenjivom difuzijom površinskih atoma na maloj udaljenosti. Obavlja se u vakuumu, ali i u zaštitnim plinovima i solnim kupeljima. Difuzijsko zavarivanje se koristi za zavarivanje obloga kočnica, u elektrotehnici, fluidnoj tehnici, vakuumskoj i raketnoj tehnici. Moguće je međusobno zavarivati metale i nemetale. Svojstvene su vrlo male deformacije i velika točnost zavarivanja do oko +/- 0,01 mm, uz istovremeno zavarivanje svih zavarnih mjesta.